# Нахимовский муниципальный округ
Нахимовский муниципальный округ — муниципальное образование, наделённое статусом внутригородского муниципального образования в Нахимовском районе в составе города федерального значения Севастополь.

## География
Муниципальный округ составляет Корабельную и Северную стороны Севастополя, на обоих берегах Севастопольской бухты, в восточной части городской черты собственно города Севастополь. Административно занимает самую юго-западную (основную городскую) часть Нахимовского района Севастополя. Граничит на севере с Качинским, на северо-востоке — с Верхнесадовский муниципальными округами Нахимовского района Севастополя; на юго-востоке — с городом Инкерманом, на юге — c Балаклавским муниципальным округом Балаклавского района Севастополя, на юго-западе — с Ленинским муниципальным округом Ленинского района Севастополя. На западе и северо-западе — омывается Чёрным морем.

## Население
| 1979    | 1989     | 2001     | 2014     | 2015    | 2016    | 2017    |
| ------- | -------- | -------- | -------- | ------- | ------- | ------- |
| 89 654  | ↗91 535  | ↘84 627  | ↗86 963  | →86 963 | ↗93 831 | ↗97 217 |
| 2018    | 2019     | 2020     | 2021     |         |         |         |
| ↗99 838 | ↗101 293 | ↗102 279 | ↗123 336 |         |         |         |

* в таблице данные по муниципальным образованиям Севастополя из источника Росстата на 1 января 2015 года включают (дублируют) данные итогов переписи населения в КФО по состоянию на 14 октября 2014 года
По итогам переписи населения в Крымском федеральном округе по состоянию на 14 октября 2014 года численность постоянного населения муниципального округа составила 86 693 человека (100 % из которых — городское).
Национальный состав населения (перепись 2014 года):
| национальность  | всего, чел. | % от указав- ших |
| --------------- | ----------- | ---------------- |
| указали         | 83478       | 100,00%          |
| русские         | 69232       | 82,93%           |
| украинцы        | 11134       | 13,34%           |
| белорусы        | 825         | 0,99%            |
| татары          | 466         | 0,56%            |
| армяне          | 293         | 0,35%            |
| крымские татары | 233         | 0,28%            |
| молдаване       | 146         | 0,17%            |
| евреи           | 107         | 0,13%            |
| поляки          | 96          | 0,12%            |
| азербайджанцы   | 91          | 0,11%            |
| чуваши          | 73          | 0,09%            |
| болгары         | 69          | 0,08%            |
| грузины         | 53          | 0,06%            |
| немцы           | 45          | 0,05%            |
| башкиры         | 45          | 0,05%            |
| мордва          | 43          | 0,05%            |
| греки           | 43          | 0,05%            |
| другие          | 484         | 0,58%            |
| не указали      | 3485        |                  |
| всего           | 86963       |                  |

По оценке на 1 июля 2014 года численность населения составляла 85 459 человек.

## История
Образован в соответствии с законом города Севастополя от 3 июня 2014 года № 17 − ЗС «Об установлении границ и статусе муниципальных образований в городе Севастополе».
22 марта 2021 года в Законодательное собрание Севастополя внесён законопроект о разделении одного Нахимовского муниципального округа на два: Нахимовский (Корабельная сторона) и Северный (Северная сторона), но после экспертизы от 15 апреля 2021 года, выявившей замечания, он был отозван 16 июля 2021 года. К этому вопросу вернутся после сентябрьских выборов, а по состоянию на лето 2021 года ведутся необходимые подготовительные мероприятия, в том числе работы по картографическому описанию границ во всех районах города.